# Yes, And?
„Yes, And?“ je píseň americké zpěvačky Ariany Grande, která vyšla 12. ledna 2024 prostřednictvím Republic Records jako hlavní singl z jejího sedmého studiového alba s názvem Eternal Sunshine. 16. února 2024 vyšel remix této písně s americkou zpěvačkou Mariah Carey.

## Kontext a propagace
Po vydání svého šestého studiového alba Positions (2020) se Ariana začala soustředit na řízení své kosmetické značky REM Beauty a byla obsazena jako Glinda ve filmové adaptaci broadwayského muzikálu Čarodějka. Na konci roku 2021 se účastnila také jako kouč 21. sezóny The Voice. V segmentu otázek a odpovědí ve videu REM Beauty na YouTube zveřejněném v květnu 2022 prozradila, že nebude nahrávat další album, dokud neskončí s natáčením filmů Čarodějka (2024–2025).
Ariana škádlila vydáním svého sedmého alba v říjnu 2023 na velkém množství fotografií na svém Instagramu a žertem řekla, že název alba byl Goat Mother. Součástí fotografií byly i snímky švédského producenta a dlouholetého spolupracovníka Maxe Martina. 7. prosince a 17. prosince 2023 sdílela několik obrázků a klipů sebe a členů svého týmu, kteří pracují v nahrávacích studiích a upravují zvukové soubory. Ariana potvrdila vydání alba v roce 2024 prostřednictvím svých sociálních médií 27. prosince
4. ledna 2024 vyšla Ariana na veřejnost ve své mikině s nápisem „Yes, And?“ škádlit název hlavního singlu, což předtím udělala pro svůj hlavní singl Sweetener „No Tears Left to Cry“ (2018). Tato fráze byla potvrzena jako název hlavního singlu, když Ariana oficiálně oznámila píseň prostřednictvím svých sociálních sítí. Jem Aswad z Variety poznamenal, že „Yes, And?“ byla nástupcem „Thank U, Next“, názvu jejího pátého studiového alba (2019) a jeho hlavního singlu (2018).

## Videoklip
19. prosince 2023 bylo oznámeno, že Ariana byla spatřena při natáčení videa k tomu, co se v té době považovalo za první singl na albu. Ariana později sdílela upoutávku na hudební video písně 11. ledna 2024. Zobrazuje zkratku „AG7“ – odkaz na její sedmé studiové album pod názvem Eternal Sunshine. Video a píseň lze vidět nejen jako odkaz na Madonnin singl „Vogue“ z roku 1990, ale také na „Cold Hearted“ od Pauly Abdul vydané v roce 1989, a to prostřednictvím choreografie, výpravy a oblečení.
Videoklip k písni „Yes, And?“ byl vydán prostřednictvím kanálu Grande's Vevo na YouTube v 10:00 EST (východního standardního času) 12. ledna, deset hodin po vydání písně.